# De Chtulhu mythologie, Lovecraftiaanse verhalen
De Chtulhu mythologie, Lovecraftiaanse verhalen is een fantasyverhalenbundel uit 1974, uitgegeven door A.W. Bruna Uitgevers. 

## Korte verhalen
1. August William Derleth: De Cthulhu-mythologie (The Cthulhu Mythos)
2. Clark Ashton Smith: Ubbo-Sathla (Ubbo-Sathla)
3. Frank Belknap Long: De ruimte-eters (The Space-Eaters)
4. Robert Bloch: De geest van de duisternis (The Shadow from the Steeple)
5. Henri Kuttner: De verschrikking uit Salem (The Salem Horror)
6. John Ramsey Campbell: De openbaringen van Glaaki (Gold Print)
7. Brian Lumley: De zusterstad (The Sister City)
8. Colin Wilson: De terugkeer van de Lloigor (The Return of the Lloigor)